# Piatra (Provița de Jos), Prahova
Piatra este un sat în comuna Provița de Jos din județul Prahova, Muntenia, România. Satul își trage numele de la cariera de piatră aflată acolo. .